# بشر بن البراء
بشر بن البراء بن معرور (المتوفي سنة 7 هـ) صحابي من الأنصار من بني عبيد بن عدي من بني سلمة من الخزرج، شهد بيعة العقبة الثانية، وآخى النبي محمد ﷺ بينه وبين واقد بن عبد الله التميمي حليف بني عدي. شهد بشر مع النبي محمد ﷺ غزوات بدر وأحد والخندق والحديبية وخيبر، ومات بعدها مسمومًا بعدما أكل من الشاة المسمومة التي قدّمتها زينب بنت الحارث اليهودية للنبي محمد ﷺ.
كان بشر بن البراء شريفًا في قومه، فقد روى أبو هريرة وجابر بن عبد الله أن النبي محمد ﷺ قال: «من سيدكم يا بني سلمة؟»، فقالوا: «الجد بن قيس؛ على أن فيه بُخلاً»، فقال: «وأي داء أدوى من البخل؟ بل سيدكم الأبيض الجعد بشر بن البراء».